# Arrondissement du Trou du Nord
Arrondissement du Trou du Nord (franska: Trou du Nord) är ett arrondissement i Haiti.   Det ligger i departementet Nord-Est, i den nordöstra delen av landet, 120 km norr om huvudstaden Port-au-Prince. Antalet invånare är 86 586. Arean är 505 kvadratkilometer.
Terrängen i Arrondissement du Trou du Nord är varierad.